# Paula Prado del Río
Pour les articles homonymes, voir Prado et Rio.
Prado  del Río est un nom espagnol. Le premier nom de famille, en général paternel, est Prado ; le second, en général maternel, souvent omis, est del Río.
Paula Prado del Río née le 30 mars 1971 est une avocate et femme politique espagnole membre du Parti populaire de Galice. Elle est sénatrice de La Corogne du 20 décembre 2015 au 20 octobre 2016 pour les XIe et XIIe législatures. Elle est députée au Parlement de Galice depuis le 25 septembre 2016.

## Biographie
Elle est mariée et mère d'une fille et un fils.

### Profession
Paula Prado del Río est avocate de profession.

### Carrière politique
De 2009 à 2016, elle est députée au Parlement de Galice et second porte-parole adjointe du groupe populaire lors de son deuxième mandat. De 2007 à 2016, elle est conseillère municipale de Saint-Jacques-de-Compostelle.
Le 20 décembre 2015, elle est élue sénatrice pour La Corogne au Sénat et réélue en 2016. Elle quitte son mandat le 20 octobre 2016 et redevient députée au Parlement de Galice où elle est présidente d'une commission parlementaire non-permanente chargée d'étudier la sécurité routière en Galice.